# قشلاق دیز
قشلاق دیز روستایی است که در استان اردبیل، شهرستان خلخال، بخش شاهرود، دهستان شال قرار دارد زبان بومی این روستا ترکی آذربایجانی است.

## جمعیت
بر اساس سرشماری سال ۱۳۸۵ جمعیت این روستا ۳۳۰ نفر با ۷۹ خانوار بوده است.